# 듀얼쇼크
듀얼쇼크(DualShock, 원래 명칭: Dual Shock, 플레이스테이션 5 버전인 DualSense는 DUALSHOCK 또는 DUAL SHOCK으로 상표 등록)는 소니 인터랙티브 엔터테인먼트(구 소니 컴퓨터 엔터테인먼트)가 플레이스테이션 계열의 비디오 게임 콘솔을 위해 개발한 게임패드 라인이다. 진동 피드백과 아날로그 컨트롤러라는 점에서 이름이 붙여졌다.
1997년 11월에 출시되었으며, 초기에는 최초의 플레이스테이션 콘솔의 보조 비디오 게임 주변기기로 판매되었다. 콘솔 번들에는 듀얼쇼크가 포함되어 있었고, 원래 플레이스테이션 컨트롤러와 듀얼 아날로그 컨트롤러는 단종되었다. 듀얼쇼크는 번들 컨트롤러를 제외하고 판매된 단위 기준으로 역사상 가장 많이 팔린 게임패드이다.

## 듀얼쇼크
1997년 말에 출시된 듀얼쇼크 아날로그 컨트롤러(SCPH-1200)는 게임 활동에 따른 진동 피드백과 두 개의 아날로그 스틱을 통한 입력을 제공할 수 있다. 이름은 두 개의 진동 모터에서 유래되었다. 이 모터는 손잡이 안에 들어 있는데, 왼쪽 모터가 오른쪽 모터보다 크고 강력하여 다양한 수준의 진동을 가능하게 한다. 이에 비해 닌텐도 64의 럼블 팩은 모터가 하나뿐이고 배터리로 작동하는 반면, 듀얼쇼크는 두 개의 모터가 있으며 듀얼쇼크의 모든 유선 종류는 플레이스테이션에서 직접 전원을 공급받는다. 듀얼쇼크의 진동 기능은 몇 달 전에 출시된 일본판 듀얼 아날로그 컨트롤러와 유사하지만, 해당 컨트롤러가 본국 시장에 출시된 직후 이 기능이 제거되었다.
듀얼 아날로그, 듀얼쇼크 및 그 이후의 모든 컨트롤러는 두 개의 아날로그 스틱 외에도 원래 플레이스테이션 컨트롤러에 처음 도입된 표준 제어 장치 세트를 가지고 있다: 십자 패드, 시작 및 선택 버튼, 네 개의 전면 버튼, 그리고 네 개의 어깨 버튼. 특히 전면 버튼은 글자나 숫자 대신 녹색 삼각형, 빨간색 원, 파란색 십자가, 분홍색 사각형 (, , , )과 같은 단순한 기하학적 모양을 사용한다. 이러한 모양은 플레이스테이션 브랜드에 크게 통합된 상표를 확립했다. 원래 플레이스테이션 컨트롤러의 디자이너인 고토 테이유는 이 기호들의 의미를 설명했다: 원과 십자가는 각각 "예"와 "아니오"를 나타내기 위해 만들어졌으며(일본 문화에서 흔히 사용되며, 따라서 일본의 대부분의 플레이스테이션 게임에서 "확인"과 "취소"에 일반적으로 사용되었고, 슈퍼 NES 컨트롤러의 A 및 B 버튼과 유사한 기능으로 배치되었다), 삼각형은 관점을 상징하고 사각형은 메뉴에 접근하는 데 사용되는 종이를 의미한다. 서양 출시작에서는 원과 십자가의 기능이 종종 바뀌거나(원: 취소, 십자가: 확인) 다른 버튼으로 재할당된다(십자가: 확인, 삼각형: 취소).
듀얼쇼크는 이전 모델인 듀얼 아날로그 컨트롤러처럼 8비트 정밀도의 아날로그 스틱 두 개를 가지고 있다. 컨트롤러가 아날로그 모드에 있을 때 특정 게임에서 발생하는 제어 문제를 보완하기 위해 "아날로그" 버튼이라는 전용 버튼이 포함되어 있어 컨트롤러가 아날로그 또는 디지털 모드로 작동할 수 있게 한다. 디지털 모드에서는 아날로그 스틱이 꺼지고 컨트롤러는 디지털 버튼만을 사용하는 원래 플레이스테이션 컨트롤러처럼 작동한다. 아날로그 기능은 빨간색 표시등으로 표시되며, 컨트롤러가 디지털 모드일 경우 꺼진다. 듀얼 아날로그 컨트롤러와 달리 듀얼쇼크의 아날로그 스틱은 듀얼 아날로그 컨트롤러에서 볼 수 있는 움푹 들어간(오목한) 홈이 있는 부드러운 플라스틱 팁 대신 볼록한 돔형 캡이 있는 질감 있는 고무 그립이 특징이다. 듀얼 아날로그와 듀얼쇼크 사이의 다른 눈에 띄는 차이점으로는 전자의 더 긴 그립과 손잡이, 그리고 후자의 약간 더 큰 L2/R2 버튼이 있다. 듀얼 아날로그 컨트롤러는 "아날로그" 버튼을 세 번 눌러 접근할 수 있는 추가 모드도 있는데, 이는 빨간색 대신 녹색 표시등으로 표시되며 플레이스테이션 아날로그 조이스틱과의 호환성을 제공한다. 이 기능은 듀얼쇼크에는 계승되지 않았다. "아날로그" 버튼은 또한 특정 게임에서 아날로그와 디지털 모드 간의 실수 전환을 방지하기 위해 듀얼쇼크에서 약간 움푹 들어가 있다.
듀얼쇼크 컨트롤러는 광범위하게 지원된다. 출시 직후, 와쿠와쿠 푸요푸요 던전, 크래쉬 밴디쿳: 워프드, 스파이로 더 드래곤, 철권 3를 포함한 대부분의 새로운 게임들이 진동 기능과 듀얼 아날로그 스틱에 대한 지원을 포함했으며, 캡콤은 바이오하자드: 디렉터스 컷과 바이오하자드 2를 컨트롤러 지원을 추가하여 새로운 버전으로 재출시했다. 포르쉐 챌린지나 크래쉬 밴디쿳 2와 같이 듀얼 아날로그의 진동 기능을 위해 설계된 일부 게임도 작동한다. 듀얼쇼크는 또한 1998년부터 콘솔에 번들로 제공되는 기본 컨트롤러가 되어, 1994년 일본과 1995년 서양 출시 이후 사용되었던 오리지널 디지털 전용 컨트롤러를 대체했다. 1999년에 출시된 플레이스테이션 히트작 삐뽀사루 겟츄는 게임 플레이가 두 개의 아날로그 스틱을 모두 사용해야 하므로 듀얼 아날로그/듀얼쇼크 타입 컨트롤러를 명시적으로 요구하는 첫 번째 게임이다.
2000년에 PS one(오리지널 플레이스테이션의 재설계 버전)이 약간 재설계된 듀얼쇼크 컨트롤러(SCPH-110)와 함께 출시되었다. 이 컨트롤러는 첫 번째 컨트롤러와 유사하지만, 로고 아래 "PlayStation" 대신 "PSone"이라는 워드 마크가 있었고, PSone의 색상 구성에 맞춰 버튼과 스틱에 보라색 색조가 있었으며, 반원형 커넥터와 다양한 본체 색상 옵션이 있었다.

듀얼쇼크는 오리지널 플레이스테이션 주변기기와의 콘솔의 하위 호환성으로 인해, 동일한 커넥터와 프로토콜을 사용하므로 플레이스테이션 2와 하위 호환된다. 그러나 바운서와 같이 듀얼쇼크 2의 아날로그 버튼을 사용하는 일부 PS2 게임은 듀얼쇼크와 호환되지 않는다.

## 듀얼쇼크 2
플레이스테이션 2 출시와 함께 제공된 듀얼쇼크 2 아날로그 컨트롤러(SCPH-10010 또는 SCPH-97026)는 이전 듀얼쇼크 아날로그 컨트롤러와 외형적으로 거의 동일하며 몇 가지 사소한 외형적 변경만 있다. 나사 위치가 다르고 나사가 하나 더 적다. 컨트롤러 상단에 파란색 듀얼쇼크 2 로고가 추가되었고, 커넥터는 듀얼쇼크보다 더 사각형 모양이며, 케이블과 커넥터 모두 회색이 아닌 검은색이다. 표준 컨트롤러는 오리지널 듀얼쇼크와 달리 검은색이다(다른 색상은 나중에 출시됨). 아날로그 스틱은 오리지널 듀얼쇼크보다 더 뻣뻣하다.
내부적으로 듀얼쇼크 2는 더 가볍고 모든 버튼(아날로그 모드, 시작, 선택, L3 및 R3 버튼 제외)은 아날로그 값(압력 감지)으로 읽을 수 있다. 듀얼쇼크 2는 256단계의 압력을 감지할 수 있다.
듀얼쇼크 2는 다양한 색상으로 출시되었다: 블랙, 새틴 실버, 세라믹 화이트, 슬레이트 그레이, 클리어, 오션 블루, 에메랄드 그린, 크림슨 레드, 레몬 옐로우, 캔디 핑크.
남코의 철권 5와 코나미의 위닝 일레븐 아케이드 챔피언십 2012를 포함하여 여러 코인 작동 아케이드 캐비닛에는 듀얼쇼크 또는 듀얼쇼크 2 컨트롤러 연결을 위한 컨트롤러 포트가 포함되어 있다.
오리지널 플레이스테이션은 듀얼쇼크 2와 상위 호환된다. 플레이스테이션 3는 USB 포트를 통해 컨트롤러를 콘솔에 연결하는 서드파티 주변기기를 사용하여 듀얼쇼크 및 듀얼쇼크 2와 하위 호환된다. 그러나 SIXAXIS 기능이 필요한 헤비 레인과 같은 일부 PS3 게임은 듀얼쇼크 및 듀얼쇼크 2와 제대로 작동하지 않는다.

## 듀얼쇼크 3
듀얼쇼크 3 무선 컨트롤러(SCPH-98050/CECHZC2)는 플레이스테이션 3용 게임패드로, 2007년 도쿄 게임 쇼에서 발표되었다. 이 컨트롤러는 이전 버전의 콘솔과 함께 출시되었던 SIXAXIS 무선 컨트롤러의 후속작이다. 듀얼쇼크 3는 이전 SIXAXIS 버전과 거의 동일하지만, 듀얼쇼크 및 듀얼쇼크 2에서 볼 수 있었던 햅틱 피드백 기능이 추가되었다. 소니는 긴 법적 분쟁 끝에 2007년 3월 이머전과의 특허 침해 소송을 합의했다. 이 합의는 SIXAXIS에 없는 진동 기능을 통합할 수 있는 길을 열었다. 듀얼쇼크 3의 진동 기능과 모션 감지 기능은 서로 방해하지 않고 동시에 사용할 수 있다. SIXAXIS와 마찬가지로 충전을 위한 USB 미니-B 포트가 있으며, PSP Go 및 플레이스테이션 TV에서도 블루투스를 통해 사용할 수 있지만, 컨트롤러와 PSP Go 또는 플레이스테이션 TV는 PS3 콘솔을 사용하여 등록되어야 한다.
듀얼쇼크 3는 "DualShock 3" 및 "Sixaxis" 표식으로 식별할 수 있다. 또한 192 그램 (6.8 oz)으로, 이전 모델인 SIXAXIS(137.1 그램 (4.84 oz))보다 40% 더 무겁다.
후면 표시에 따르면 오리지널 듀얼쇼크 3는 진동이 활성화될 때 최대 3.7 V에서 300 mA의 전류를 사용하여 1.11 W의 전력 소비를 보이며, 이는 SIXAXIS에 명시된 3.7 V에서 30 mA(0.111 W)에 비해 한 자릿수 증가한 것이다. 그러나 이 전류는 지속적으로 소모되는 것이 아니며, 진동이 활성화될 때의 최대 전류이다. 주 전원은 3.7 V 리튬 이온 전지로, 570 mAh를 저장할 수 있으며, 완충 시 최대 30시간의 연속 게임 플레이를 제공한다. 서드파티 교체 배터리도 사용할 수 있다. SIXAXIS와 마찬가지로 듀얼쇼크 3는 배터리를 제거하고 교체하는 방법에 대한 지침이 함께 제공된다. 듀얼쇼크 3는 컨트롤러 상단의 USB 미니-B 커넥터를 통해 USB 케이블을 통해 전원을 공급받을 수도 있다. 이는 배터리 잔량이 부족할 때 컨트롤러를 사용할 수 있게 하며, 배터리 충전에도 사용된다. USB를 통해 연결되면 컨트롤러는 블루투스 대신 USB 케이블을 통해 콘솔과 통신한다.
'슬림' 모델 PS3 출시와 함께 소니는 새로운 버전의 듀얼쇼크 3 (A1)를 출시했는데, 이 버전은 연결 시 5.0 V에서 500 mA를 사용하지만 여전히 3.7 V 배터리를 포함한다. 이 듀얼쇼크 3의 개정판은 L1/R1 버튼과 L2/R2 트리거 사이의 추가 플라스틱 브래킷(컨트롤러 강성 증가)을 없애고, 표시등이 보드에 직접 납땜되어 있으며, 약간 수정된 색상 구성을 제공한다.
듀얼쇼크 3는 모든 표준 USB 미니-B 케이블 및 많은 USB 충전기와 호환되지만, 소니에서 공식 충전 케이블을 사용할 수 있다. 여기에는 공식 케이블, USB 2.0 케이블 팩 및 벽면 충전기인 AC 어댑터 충전 키트가 포함된다. 사용되는 모든 서드파티 USB 충전기는 USB 호스트 장치 역할을 해야 하며, 단순히 적절한 핀을 통해 전원을 공급해서는 안 된다. 왜냐하면 SIXAXIS 및 듀얼쇼크 3는 "깨어나서" 충전을 시작하기 위해 호스트 신호를 필요로 하기 때문이다.
소니 관계자는 2008년 4월 2일, 햅틱 피드백 기능이 추가된 듀얼쇼크 3가 2008년 4월 중순에 출시되면서 원래 SIXAXIS 컨트롤러가 공식적으로 단종될 것이라고 확인했다. SIXAXIS는 2008년 이후 더 이상 생산되지 않았으며, 대부분의 소매업체에서 재고가 줄어들었다.

### 변형
듀얼쇼크 3는 차콜 블랙, 새틴 실버, 세라믹 화이트, 클래식 화이트, 메탈릭 블루, 딥 레드, 핑크, "정글 그린" (올리브), "캔디 블루" (연한 파랑), "어반 카모플라주" (삼색 디지털 위장), "크림슨 레드" (투명 빨강), "코스믹 블루" (투명 파랑) 등 다양한 색상으로 생산되었다. 모든 색상이 모든 시장이나 항상 이용 가능한 것은 아니다.
건메탈 그레이 및 "클라우드 블랙" (다크 그레이)를 포함한 한정판 콘솔과 함께 추가 색상이 출시되었다.

2011년 3월 8일, MLB 11: 더 쇼 출시와 맞춰 야구 테마의 한정판 듀얼쇼크 3 컨트롤러가 출시되었다. 또 다른 색상인 "메탈릭 골드"는 2012년 6월 유럽에서 한정판으로 출시되었으며, 북아메리카에서는 2012년 10월부터 게임스탑에서 독점 판매된다. 갓 오브 워: 어센션 한정판 컨트롤러는 게임 출시와 맞춰 영국에서 콘솔 번들로, 북아메리카에서는 게임 및 컨트롤러 번들로 제공된다. 2013년 11월 1일, 소니는 일본에서 새로운 투명 크리스탈 모델의 듀얼쇼크 3 컨트롤러를 발표했다.

## 듀얼쇼크 4

왼쪽 후면에서 본 듀얼쇼크 4 컨트롤러의 이 다이어그램은 플레이어 식별에 사용되는 라이트 바(파란색), micro USB 포트, 터치 패드, SHARE 및 OPTIONS 버튼, 기타 컨트롤을 보여준다.

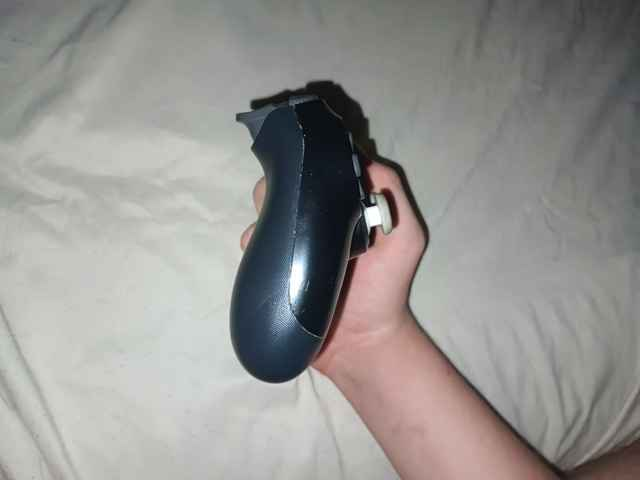
듀얼쇼크 4 컨트롤러의 왼쪽 측면 모습은 이전 컨트롤러보다 더 둥글고 인체공학적인 디자인을 보여준다.

듀얼쇼크 4(CUH-ZCT1 또는 CUH-ZCT2)는 플레이스테이션 4의 컨트롤러이다. 듀얼쇼크 3에 비해 여러 가지 새로운 기능이 추가되었다. 새로운 기능 중 하나는 컨트롤러 전면에 내장된 두 점 정전식 터치패드로, 클릭할 수 있다. 이를 통해 터치패드는 여러 버튼을 나타낼 수 있으며, 엘리트 데인저러스의 PS4 버전에서 터치패드의 네 모서리를 별도의 클릭 가능한 동작에 매핑할 수 있음을 보여준다. 컨트롤러는 3축 자이로스코프와 3축 가속도계 및 진동을 통해 모션 감지를 지원한다. 충전 가능한 3.7 V, 1000 mAh 리튬 이온 전지가 포함되어 있으며, 시스템이 대기 모드일 때 충전할 수 있다. 무게는 210 g (7.4 oz)이고 크기는 162 mm × 52 mm × 98 mm (6.4 in × 2.0 in × 3.9 in)이다.
컨트롤러 전면에는 세 개의 LED를 포함하는 라이트 바가 있으며, 이 LED가 함께 켜지면 라이트 바가 다양한 색상으로 빛난다. 플레이스테이션 VR을 위해 개발된 이 라이트 바는 게임 내에서 플레이어가 조종하는 캐릭터의 색상과 일치시켜 플레이어를 식별하거나, 게임 플레이에 반응하여 패턴이나 색상을 변경함으로써 향상된 피드백이나 몰입감을 제공하는 데 사용할 수 있다. 이에 대한 초기 예시는 그랜드 테프트 오토 V 게임에서 볼 수 있는데, 플레이어가 경찰에게 수배될 때 라이트 바가 빨간색과 파란색으로 깜빡이며 경찰차의 깜빡이는 불빛을 모방한다. 라이트 바는 플레이스테이션 카메라와 함께 사용되어 여러 플레이어의 위치와 움직임을 판단하는 데도 사용된다.
컨트롤러에는 스테레오 헤드셋 잭(3.5 mm CTIA TRRS 커넥터), 마이크로-USB 포트 및 확장 포트와 같은 여러 입출력 커넥터가 있다. 콘솔을 사용하거나 전용 충전 스테이션을 사용하거나 독립형 충전기를 사용하여 microUSB를 통해 충전할 수 있다. 또한 Wii 리모컨과 같은 모노 스피커가 포함되어 있으며, 비디오 게임 역사상 이러한 기능을 갖춘 두 번째 주요 컨트롤러이다.
듀얼쇼크 4에는 다음 버튼이 있다: PS 버튼, SHARE 버튼, OPTIONS 버튼, 방향 버튼, 액션 버튼(삼각형, 원, 십자가, 사각형), 숄더 버튼(R1/L1), 트리거(R2/L2), 아날로그 스틱 클릭 버튼(L3/R3), 그리고 터치패드 클릭 버튼. 이는 듀얼쇼크 3 및 다른 이전 플레이스테이션 컨트롤러와 비교하여 여러 가지 변화를 나타낸다. START 및 SELECT 버튼은 단일 OPTIONS 버튼으로 통합되었다. 전용 SHARE 버튼을 통해 플레이어는 게임 플레이 경험의 스크린샷과 비디오를 업로드할 수 있다. 조이스틱과 트리거는 개발자 의견을 바탕으로 재설계되었으며, 조이스틱의 능선 표면에는 볼록한 돔 캡을 둘러싸는 외부 링이 추가되었다. 이는 아날로그 스틱에 더 오목한 형태를 부여했다. 유사하지만 다른 디자인은 듀얼쇼크의 이전 모델인 1997년 초의 듀얼 아날로그 컨트롤러에서도 볼 수 있는데, 이 컨트롤러는 플라스틱 오목 아날로그 스틱을 가지고 있었다.
듀얼쇼크 4의 버튼은 듀얼쇼크 3와 기능적으로 약간 다르다. L2 및 R2 트리거만 아날로그 입력을 가지며, 아날로그 스틱을 제외한 모든 버튼은 오리지널 듀얼쇼크 이후 처음으로 디지털 입력으로 되돌아갔다. 이는 듀얼쇼크 2 및 3의 기능과는 다른 변화이다. 이는 대부분의 게임이 이러한 버튼을 잘 활용하지 않았고, 경쟁사의 컨트롤러에서도 사용되지 않았기 때문인 것으로 보인다.
플레이스테이션 3는 듀얼쇼크 4와 처음에는 microUSB 케이블을 통해서만 상위 호환되었으나, PS3의 펌웨어 업데이트 4.60으로 듀얼쇼크 4의 무선 연결이 추가되었다. 하지만 진동 및 모션 감지 기능은 지원되지 않는다. START 및 SELECT 버튼이 더 이상 존재하지 않으므로 OPTIONS 및 SHARE 버튼이 각각 이들을 대체한다. PS 버튼은 작동하지 않으므로, 메뉴로 돌아가려면 콘솔을 재설정해야 한다. 플레이스테이션 5는 듀얼쇼크 4와 하위 호환되는 플레이스테이션 4 게임에서만 듀얼쇼크 4를 사용할 수 있다.

### 버전 문제 및 수정
소니의 초기 듀얼쇼크 4 컨트롤러(CUH-ZCT1 컨트롤러)는 양쪽 아날로그 스틱의 고무 표면에 과도한 마모나 찢어짐이 단기간 사용 후 발생하는 마모 문제를 겪었다. 2014년 1월, 소니는 컨트롤러의 10%에서 문제가 발생했음을 인정하는 성명을 발표했다.
2016년 9월 15일, 듀얼쇼크 4 컨트롤러의 두 번째 버전인 듀얼쇼크 버전 2(CUH-ZCT2)가 출시되었는데, 이 버전은 USB 통신, 향상된 트리거 및 조이스틱, 더 긴 배터리 수명, 터치패드 상단에서 라이트 바를 볼 수 있는 기능 등 원래 듀얼쇼크 4에 비해 약간 개선되었다.
1세대 컨트롤러에서 라이트 바는 영구적으로 켜지는 밝은 색상의 빛이었다. 불필요한 빛 공해와 배터리 소모로 인해 사용자가 라이트 바를 끌 수 있는지에 대한 문의가 있었다. 소니 임원인 요시다 슈헤이는 2013년 7월에 처음에는 부정적으로 답변했지만, 게임 개발자는 게임 내에서 불을 비활성화할 수 있는 옵션이 있다. 2014년 초, 회사는 향후 업데이트에서 라이트 바를 어둡게 할 수 있을 것이라고 발표했으며, 이는 2014년 4월 1.70 버전에서 적용되었다.

### 변형

#### 색상
오리지널 듀얼쇼크 4(CUH-ZCT1)는 제트 블랙, 글레이셔 화이트, 어반 카모플라주, 웨이브 블루(검정 뒷면), 마그마 레드(검정 뒷면), 골드, 실버, 스틸 블랙로 출시되었다.
신형 듀얼쇼크 4(CUH-ZCT2)는 제트 블랙, 글레이셔 화이트, 그린 카모플라주, 블루 카모플라주, 레드 카모플라주, 로즈 골드, 일렉트릭 퍼플, 웨이브 블루(파란 뒷면), 마그마 레드(빨간 뒷면), 골드, 실버, 선셋 오렌지, 크리스탈, 레드 크리스탈, 블루 크리스탈, 스틸 블랙, 미드나잇 블루, 메탈릭 코퍼, 알파인 그린, 베리 블루로 생산되었다.

#### 세대
듀얼쇼크 4 컨트롤러는 여러 버전으로 출시되었다.
| 모델     | 버전 | 세대     | 모델 번호 시작 | 모델 번호 끝                                         |
| -------- | ---- | -------- | -------------- | ---------------------------------------------------- |
| CUH-ZCT1 | 없음 | 1 또는 2 | 4-472-348-...  | 11F1, 12F1, 31F1, 41F2, 01G, 02G, 03G, 21G           |
| CUH-ZCT1 | 없음 | 1 또는 2 | 4-539-610-..   | 71F1                                                 |
| CUH-ZCT1 | 1    | 3        | 4-472-348-...  | 13F1, 33F1, 42F2, 51F1, 61F2, 04G, 23G               |
| CUH-ZCT1 | 1    | 3        | 4-473-498-...  | 11F1, 02G, 01G                                       |
| CUH-ZCT1 | 1    | 3        | 4-573-474-...  | 11F1, 21F2, 31F1, 01G                                |
| CUH-ZCT1 | 1    | 3        | 4-539-610-...  | 31F1, 32F1, 02G                                      |
| CUH-ZCT2 | 2    | 4 또는 5 | 4-594-645-...  | 11F1, 21F2, 01G, 31G, 51G, 61F1, 41G, 61G, 02G, 22F2 |
| CUH-ZCT2 | 2    | 4 또는 5 | 4-594-662-...  | 61F1, 22F2, 01G, 02G, 32G, 71F2, 03G                 |
| CUH-ZCT2 | 2    | 4 또는 5 | 4-698-771-...  | 42F1, 23F2, 01G, 32G                                 |
| CUH-ZCT2 | 2    | 4 또는 5 | 4-739-192-...  | 01F1                                                 |

듀얼쇼크 4와 함께 제공되는 독점 콘솔 번들에는 20주년 기념 에디션, 건 메탈, 배트맨: 아캄 나이트, 메탈 기어 솔리드 V: 더 팬텀 페인, 콜 오브 듀티: 블랙 옵스 III, 언차티드 4: 해적왕과 최후의 보물, 스타워즈 배틀프론트, 몬스터 헌터 월드, 갓 오브 워, 그란 투리스모 스포트, 콜 오브 듀티: 월드 워 II, Days of Play, 마블 스파이더맨, 데스 스트랜딩, 더 라스트 오브 어스 파트 II, 그리고 500만대 한정판 PS4 Pro가 있다.

## 듀얼센스
듀얼센스(CFI-ZCT1W)는 플레이스테이션 5의 컨트롤러이다. 2020년 4월 7일에 공개되었으며, 듀얼쇼크 4 컨트롤러를 기반으로 한다. 디자인 및 기능 변경은 게임 디자이너 및 플레이어와의 논의에 영향을 받았다. 무게는 280 g (9.9 oz)이고 크기는 160 mm × 66 mm × 106 mm (6.3 in × 2.6 in × 4.2 in)이다.
듀얼센스는 주로 흰색에 검은색 전면을 가지고 있다. 단색 액션 버튼은 표준 플레이스테이션 컨트롤러에서 처음으로 채택된 무색 액션 버튼이다. (소니의 휴대용 콘솔인 플레이스테이션 비타와 플레이스테이션 포터블은 단색 버튼을 가지고 있었다.) 더 인체공학적인 디자인은 듀얼쇼크 4보다 크고, 둥글며, 더 무겁다. 라이트 바는 컨트롤러 상단에서 터치패드의 수평 가장자리로 이동했으며, 플레이어 번호는 터치패드 아래의 5개 LED로 표시된다. "Share" 버튼은 공유할 콘텐츠 생성을 강조하기 위해 "Create"로 대체되었다. 아날로그 스틱을 둘러싼 검은색 플라스틱 부분은 도구 없이 제거할 수 있다.
듀얼센스는 손잡이의 음성 코일 액츄에이터를 통해 진동 촉각 햅틱을 지원하며, 아날로그 트리거("적응형 트리거"라고 불림)는 이제 두 개의 DC 회전 모터로 제공되는 포스 피드백 메커니즘을 가지고 있다. 액츄에이터를 통해 게임은 모래 폭풍 속에서 바람과 모래를 느끼는 것과 같은 다양한 피드백을 제공할 수 있다. 적응형 트리거는 게임 동작에 따라 사용자에게 다양한 수준의 저항을 제공한다. 소니가 제공한 예시로는 사용자가 트리거를 당길 때 활시위의 장력을 느낄 수 있는 기능이 있다.
연결성에는 3.5 mm 오디오 잭, 듀얼쇼크 4의 microUSB 포트를 대체하는 USB-C, 그리고 충전 독 사용을 위한 구리 핀이 포함된다.
컨트롤러 스피커는 더 선명한 사운드를 제공한다. 컨트롤러에는 듀얼 마이크 배열도 있어 플레이어가 외부 헤드셋 없이 통신할 수 있으며, 소니가 PS5에 음성 타이핑을 도입할 수 있게 한다. 컨트롤러는 충전 가능한 3.65 V, 1560 mAh 리튬 이온 배터리를 가지고 있으며, 대기 모드에서 충전할 수 있다.

### 듀얼센스 엣지

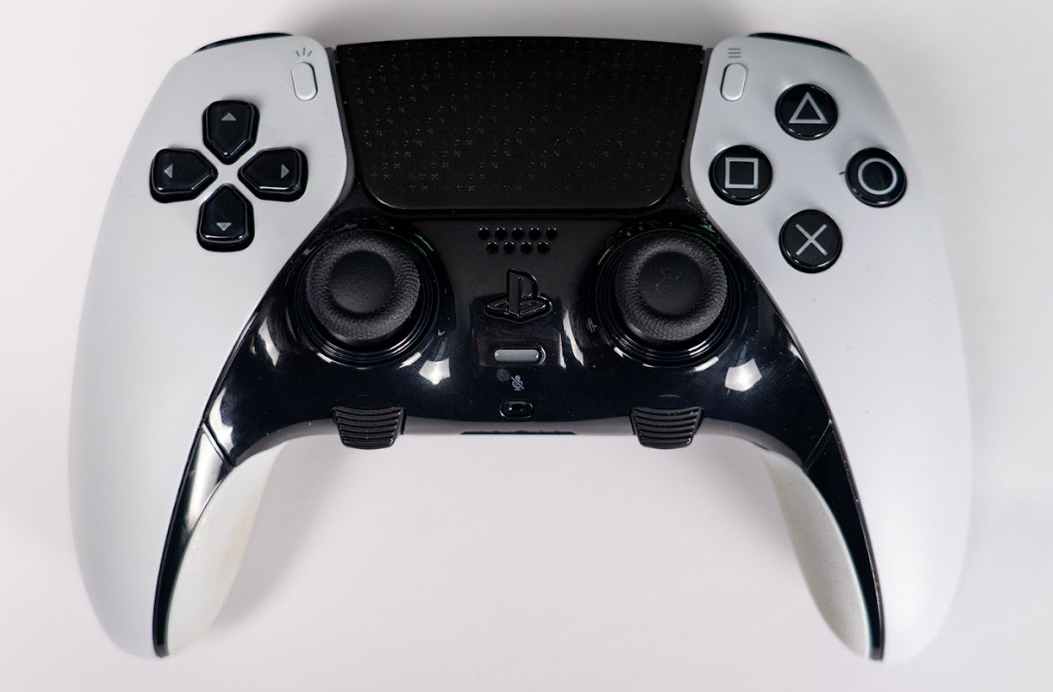
듀얼센스 엣지 컨트롤러

2022년 8월에 공개된 듀얼센스 엣지(CFI-ZCP1)는 플레이스테이션 5를 위한 새로운 컨트롤러로, 더 많은 기능을 가지고 있다. 2023년 1월 26일 플레이스테이션 다이렉트에서 출시되었고, 2023년 2월 23일부터 다른 소매점을 통해 판매되었다.
듀얼센스 엣지는 듀얼센스보다 모듈식 디자인이 특징이며, 교체 가능한 아날로그 스틱 모듈, 교체 가능한 아날로그 스틱 캡(표준 듀얼센스 캡, 그리고 듀얼쇼크 4 이전의 초기 듀얼쇼크 아날로그 스틱과 유사한 고-저 볼록 돔 캡) 및 후면 패들 버튼, 조절 가능한 트리거 길이, 여러 제어 프로필 및 사용자 지정 가능한 매핑 입력이 포함된다. 또한 잠금 가능한 직조 USB-C 케이블도 포함된다.

### 법적 문제
듀얼센스는 아날로그 스틱 중 하나의 드리프트 현상으로 인해 집단 소송의 대상이 되었는데, 이는 닌텐도의 닌텐도 스위치용 Joy-Con 컨트롤러에서 유사한 드리프트 문제에 대해 이의를 제기하고 있는 동일한 법률 회사에 의해 소송이 진행 중이다.

### 마이크로텍스처
숨겨진 이스터 에그로 듀얼센스는 독특한 마이크로텍스처를 가지고 있다. 40,000개의 작은 기호가 서로 겹쳐져 있는데, 이는 네 개의 플레이스테이션 버튼 기호(삼각형, 원, 십자가, 사각형)로 구성된다. 여러 디자인이 손으로 그려지고, 디지털화되고, 프로토타입으로 제작되어 디자인 팀이 현재 디자인에 만족할 때까지 반복적으로 테스트되었다. 더 큰 기호는 폭이 0.5밀리미터이다.
더 버지의 션 홀리스터는 마이크로텍스처와 그 생성에 대한 기사를 썼다:
회사는 듀얼센스 컨트롤러의 전체 하단 쉘에 마이크로텍스처를 적용하기로 결정했다. [이는] 수천 개의 작은 사각형, 삼각형, 원, 십자가가 손끝에 문자 그대로 닿아있기 때문에 소니의 가장 그립감이 좋은 게임패드가 되었다. ... 이 작은 기호들은 서로 겹쳐져 세 차원으로 튀어나와 있다. 이것들은 단일하고 균일하게 간격이 있는 층이 전혀 아니다 ... 소니 디자인 센터 제품 디자인 그룹의 선임 아트 디렉터인 모리사와는 다양한 디자인이 손으로 제작되고, 디지털화되고, 모형으로 만들어지고, 실제 프로토타입 게임패드에 적용되어 팀이 원하는 균형을 찾을 때까지 반복적으로 테스트되었다고 설명한다: 보기 좋고, 편안하고 미끄럼 방지 기능이 있을 만큼 질감이 충분하지만, 긴 게임 세션 동안 손을 아프게 할 정도로 사포처럼 거칠지는 않다.
홀리스터는 또한 마이크로텍스처의 한 가지 단점은 "먼지를 매우 쉽게 흡수하고 잘 떨어지지 않는다"는 점이라고 언급했다.

### 변형
듀얼센스는 흰색, 코스믹 레드, 미드나잇 블랙, 갤럭틱 퍼플, 노바 핑크, 스타라이트 블루, 그레이 카모플라주, 코발트 블루, 볼캐닉 레드, 스털링 실버, 크로마 인디고, 크로마 펄, 크로마 티알 등 다양한 색상으로 생산되었다. 소니는 또한 갓 오브 워 라그나로크, 호그와트 레거시, 르브론 제임스, 파이널 판타지 XVI (일본 전용), 마블 스파이더맨 2, 콘코드 (미국 전용), 아스트로봇, 포트나이트, 플레이스테이션 30주년, 헬다이버즈 2, 몬스터 헌터 와일즈 (일본 전용), 더 라스트 오브 어스 및 데스 스트랜딩 2를 테마로 한 한정판/특별판 듀얼센스도 출시했다.

## 서드파티 소프트웨어
듀얼쇼크 3, 듀얼쇼크 4, 듀얼센스 컨트롤러는 맥 컴퓨터(macOS 운영체제) 및 애플 기기(아이폰 및 아이패드와 같은 iOS 운영체제)와 추가 소프트웨어 없이도 완전히 호환되지만, 마이크로소프트 윈도우 및 안드로이드 사용자들을 위해 PC 및 기타 모바일 기기에서 이러한 컨트롤러를 사용할 수 있도록 하는 다양한 소프트웨어도 있다.

### DS4윈도우
DS4윈도우는 다양한 플레이스테이션 컨트롤러가 11까지의 마이크로소프트 윈도우 버전을 실행하는 PC에서 가상 Xbox 또는 듀얼쇼크 4 컨트롤러를 에뮬레이션하여 사용할 수 있도록 하는 오픈 소스 소프트웨어 애플리케이션이다. 특히 이는 듀얼쇼크 3, 듀얼쇼크 4, 듀얼센스 및 듀얼센스 엣지 컨트롤러에 해당하며, PC 플랫폼에서 효과적으로 작동할 수 있게 한다. 이 소프트웨어는 키 재매핑 및 재할당을 지원하여 플레이스테이션 컨트롤러를 기본적으로 지원하지 않는 게임에서도 컨트롤러 설정을 사용자 지정할 수 있다. DS4윈도우는 USB 및 블루투스 연결을 모두 지원하며 게임패드 설정을 위한 사용자 지정 프로필을 제공한다. 이 소프트웨어는 PC 게임 커뮤니티에서 널리 사용되고 있다는 점에서 듀얼쇼크 컨트롤러에 대한 논의에서 중요하다. 이는 다양한 게임 환경에서 이러한 게임패드의 다용성과 적응성을 보여주며, 원래 의도된 플레이스테이션 콘솔을 넘어 그 사용 범위를 확장한다.
주로 듀얼쇼크와 같은 플레이스테이션 컨트롤러를 위해 만들어졌지만, 닌텐도 컨트롤러 중 스위치의 Joy-Con 및 스위치 프로 컨트롤러도 이 소프트웨어에서 지원되어, 해당 콘솔 외의 PC에서도 게임을 즐길 수 있다. 플레이스테이션 4 및 플레이스테이션 5용 다른 서드파티 컨트롤러도 다양한 수준의 호환성을 가지고 호환된다.

## 반응
듀얼쇼크 컨트롤러는 2007년 1월 8일 국립 텔레비전 예술 과학 아카데미로부터 "비디오 게임 컨트롤러의 주변기기 개발 및 기술적 영향"으로 테크놀로지 & 엔지니어링 에미상을 수상했다.